# Winter-Paralympics 2010/Ski Alpin
Bei den X. Winter-Paralympics 2010 wurden zwischen dem 13. und 21. März 2010 in Whistler 30 Wettbewerbe im Alpinen Skisport ausgetragen.

## Damen
| Disziplin          | Klasse       | Gold                 | Gold    | Silber             | Silber  | Bronze              | Bronze  |
| ------------------ | ------------ | -------------------- | ------- | ------------------ | ------- | ------------------- | ------- |
| Abfahrt            | sehbehindert | Viviane Forest       | 1:27.51 | Henrieta Farkašová | 1:28.17 | Danelle Umstead     | 1:30.18 |
| Abfahrt            | sitzend      | Alana Nichols        | 1:23.31 | Laurie Stephens    | 1:28.26 | Claudia Lösch       | 1:29.89 |
| Abfahrt            | stehend      | Lauren Woolstencroft | 1:25.54 | Solène Jambaqué    | 1:29.94 | Andrea Rothfuß      | 1:30.58 |
| Super-G            | sehbehindert | Henrieta Farkašová   | 1:33.81 | Viviane Forest     | 1:37.54 | Anna Kulíšková      | 1:38.02 |
| Super-G            | sitzend      | Claudia Lösch        | 1:33.89 | Alana Nichols      | 1:36.68 | Anna Schaffelhuber  | 1:38.25 |
| Super-G            | stehend      | Lauren Woolstencroft | 1:26.46 | Melania Corradini  | 1:31.92 | Andrea Rothfuß      | 1:32.47 |
| Riesenslalom       | sehbehindert | Henrieta Farkašová   | 2:56.65 | Sabine Gasteiger   | 3:02.18 | Viviane Forest      | 3:11.17 |
| Riesenslalom       | sitzend      | Alana Nichols        | 2:57.57 | Stephani Victor    | 3:01.78 | Kuniko Obinata      | 3:08.71 |
| Riesenslalom       | stehend      | Lauren Woolstencroft | 2:34.03 | Andrea Rothfuß     | 2:41.60 | Petra Smaržová      | 2:41.63 |
| Slalom             | sehbehindert | Sabine Gasteiger     | 2:00.56 | Viviane Forest     | 2:01.45 | Jessica Gallagher   | 2:04.35 |
| Slalom             | sitzend      | Claudia Lösch        | 2:12.05 | Stephani Victor    | 2:12.63 | Kuniko Obinata      | 2:18.60 |
| Slalom             | stehend      | Lauren Woolstencroft | 1:51.97 | Andrea Rothfuß     | 1:58.35 | Karolina Wisniewska | 1:58.84 |
| Super- Kombination | sehbehindert | Henrieta Farkašová   | 2:34.61 | Viviane Forest     | 2:35.94 | Danelle Umstead     | 2:48.75 |
| Super- Kombination | sitzend      | Stephani Victor      | 2:40.71 | Claudia Lösch      | 2:44.28 | Alana Nichols       | 2:47.54 |
| Super- Kombination | stehend      | Lauren Woolstencroft | 2:22.67 | Solène Jambaqué    | 2:34.82 | Karolina Wisniewska | 2:35.47 |

## Herren
| Disziplin          | Klasse       | Gold                | Gold    | Silber                         | Silber  | Bronze                  | Bronze  |
| ------------------ | ------------ | ------------------- | ------- | ------------------------------ | ------- | ----------------------- | ------- |
| Abfahrt            | sehbehindert | Jon Santacana       | 1:18.23 | Mark Bathum                    | 1:18.63 | Gerd Gradwohl           | 1:20.40 |
| Abfahrt            | sitzend      | Christoph Kunz      | 1:18.19 | Taiki Morii                    | 1:18.63 | Akira Kano              | 1:19.19 |
| Abfahrt            | stehend      | Gerd Schönfelder    | 1:25.54 | Marty Mayberry Michael Brügger | 1:22.78 |                         |         |
| Super-G            | sehbehindert | Nicolas Berejny     | 1:21.55 | Jakub Krako                    | 1:21.71 | Miroslav Haraus         | 1:22.75 |
| Super-G            | sitzend      | Akira Kano          | 1:19.98 | Martin Braxenthaler            | 1:20.63 | Taiki Morii             | 1:20.98 |
| Super-G            | stehend      | Gerd Schönfelder    | 1:20.11 | Vincent Gauthier-Manuel        | 1:21.24 | Hubert Mandl            | 1:21.97 |
| Riesenslalom       | sehbehindert | Jakub Krako         | 2:41.99 | Jon Santacana                  | 2:42.20 | Gianmaria Dal Maistro   | 2:44.25 |
| Riesenslalom       | sitzend      | Martin Braxenthaler | 2:37.40 | Christoph Kunz                 | 2:40.35 | Takeshi Suzuki          | 2:45.61 |
| Riesenslalom       | stehend      | Gerd Schönfelder    | 2:23.92 | Robert Meusburger              | 2:26.08 | Vincent Gauthier-Manuel | 2:26.33 |
| Slalom             | sehbehindert | Jakub Krako         | 1:45.82 | Jon Santacana                  | 1:46.91 | Gianmaria Dal Maistro   | 1:48.32 |
| Slalom             | sitzend      | Martin Braxenthaler | 1:41.63 | John Dueck                     | 1:46.29 | Philipp Bonadimann      | 1:46.34 |
| Slalom             | stehend      | Adam Hall           | 1:45.40 | Gerd Schönfelder               | 1:45.97 | Cameron Rahles-Rahbula  | 1:47.69 |
| Super- Kombination | sehbehindert | Jakub Krako         | 2:14.61 | Gianmaria Dal Maistro          | 2:16.18 | Miroslav Haraus         | 2:16.31 |
| Super- Kombination | sitzend      | Martin Braxenthaler | 2:10.16 | Jürgen Egle                    | 2:12.80 | Philipp Bonadimann      | 2:12.96 |
| Super- Kombination | stehend      | Gerd Schönfelder    | 2:11.84 | Vincent Gauthier-Manuel        | 2:12.04 | Cameron Rahles-Rahbula  | 2:13.85 |

## Medaillenspiegel
| Medaillenspiegel Ski Alpin | Medaillenspiegel Ski Alpin | Medaillenspiegel Ski Alpin | Medaillenspiegel Ski Alpin | Medaillenspiegel Ski Alpin | Medaillenspiegel Ski Alpin |
| Platz                      | Land                       | Gold                       | Silber                     | Bronze                     | Gesamt                     |
| -------------------------- | -------------------------- | -------------------------- | -------------------------- | -------------------------- | -------------------------- |
| 1                          | Deutschland                | 7                          | 4                          | 4                          | 15                         |
| 2                          | Kanada                     | 6                          | 4                          | 3                          | 13                         |
| 3                          | Slowakei                   | 6                          | 2                          | 3                          | 11                         |
| 4                          | Vereinigte Staaten         | 3                          | 5                          | 3                          | 11                         |
| 5                          | Österreich                 | 3                          | 4                          | 4                          | 11                         |
| 6                          | Frankreich                 | 1                          | 4                          | 1                          | 6                          |
| 7                          | Schweiz                    | 1                          | 2                          | 0                          | 3                          |
|                            | Spanien                    | 1                          | 2                          | 0                          | 3                          |
| 9                          | Japan                      | 1                          | 1                          | 5                          | 7                          |
| 10                         | Neuseeland                 | 1                          | 0                          | 0                          | 1                          |
| 11                         | Italien                    | 0                          | 2                          | 2                          | 4                          |
| 12                         | Australien                 | 0                          | 1                          | 3                          | 4                          |
| 13                         | Tschechien                 | 0                          | 0                          | 1                          | 1                          |